# Rößlesmahdsee
Der Rößlesmahdsee, auch Rösslesmahdsee, ist ein Teich am Nordrand der Schwäbisch-Fränkischen Waldberge bei Waldenburg, Hohenlohekreis und der Ursprung des Goldbachs, eines oberen linken Nebengewässers der in südliche Richtung abfließenden Bibers.

## Beschreibung
Der etwa 1,5 ha große Rößlesmahdsee liegt auf etwas mehr als 455 m ü. NN im oberen Tal des Goldbachs am äußersten Nordostrand der Waldenburger Berge. Die beidseits umgebenden Höhen der Waldenburger Berge auf bis zu 522,8 m ü. NN sind Kieselsandstein-Plateaus, zwischen denen das flache Wiesental im Schilfsandstein nach Südwesten zur oberen Bibers entwässert. Der Teich wurde durch Mönche des nahegelegenen Klosters Goldbach zur Fischzucht angelegt. Er wird durch einen Damm am Goldbach aufgestaut; der Abfluss wird über einen Mönch reguliert.

## Lage an einer Talanzapfung
Rund 100 m ostnordöstlich des Sees beginnt ein Zweig der Pfaffenklinge, in welcher einer der Oberläufe des Beltersroter Bachs die bewaldete Keuperstufe steil zur hier etwa 70 m tiefer liegenden Hohenloher Ebene hinabstürzt. Bei hohen Wasserständen des Sees kann bereits in der Gegenwart Wasser über die Pfaffenklinge abfließen. In geologisch gesehen naher Zukunft wird das Einzugsgebiet des Rößlesmahdsees beständig in den Beltersroter Bach entwässern.

## Naturschutzgebiet
Vor allem wegen dieser Talanzapfung sind See und Klinge als Naturschutzgebiet Rößlesmahdsee mit Pfaffenklinge ausgewiesen. Das Naturschutzgebiet mit einer Größe von 16,2 Hektar wurde durch Verordnung des Regierungspräsidiums Stuttgart vom 30. November 1982 eingerichtet und hat die Schutzgebietsnummer 1.110.

### LUBW
Amtliche Onlinekarte mit Gewässern und Schutzgebiet, mit passendem Ausschnitt und den hier benutzten Layern: Rößlesmahdsee und Umgebung

Allgemeiner Einstieg ohne Voreinstellungen und Layer: Daten- und Kartendienst der Landesanstalt für Umwelt Baden-Württemberg (LUBW) (Hinweise)
1. ↑  Höhe nach schwarzer Beschriftung auf dem Hintergrundlayer Topographische Karte.
2. ↑  Seefläche nach dem Layer Stehende Gewässer.
3. 1 2  Seedimensionen abgemessen auf dem Hintergrundlayer Topographische Karte.
4. ↑  Einzugsgebiet abgemessen auf dem Hintergrundlayer Topographische Karte.
5. ↑  Biotopkartierung 168231260801 – NSG Rößlesmahdsee nördlich Goldbach

### Andere Belege
1. ↑  Geologie nach der geologischen Karte des Naturparks Schwäbisch-Fränkischer Wald 1:50.000, herausgegeben vom Landesamt für Bergbau, Geologie und Rohstoffe Baden-Württemberg, Freiburg im Breisgau 2001. Einen gröberen Überblick verschafft auch: Mapserver des Landesamtes für Geologie, Rohstoffe und Bergbau (LGRB) (Hinweise)
2. ↑  Helmut Schwab: Erdgeschichte hautnah erlebt – der Rößlesmahdsee. In: Landesanstalt für Umwelt, Messungen und Naturschutz Baden-Württemberg (Hrsg.): Naturführer Schwäbischer Wald. Verlag Regionalkultur, Ubstadt-Weiher 2007, ISBN 978-3-89735-507-1, S. 240–247, hier S. 244.